# John Bowers (Autor)
John Bowers (* 12. März 1928 in Lenoir City, Tennessee) ist ein US-amerikanischer Schriftsteller und Journalist.
Bowers wuchs in Johnson City auf. Er studierte an der University of Tennessee und erhielt dort 1951 einen Bachelor of Arts (B.A.). 1962 zog er nach Manhattan und wurde Professor im Writing Program der Columbia University. Des Weiteren unterrichtete er für die New York State University in Stonybrook und an der Wilkes University. Er war writer-in-residence an der East Tennessee State University.

## Werke
- The Colony (1971)
- The Golden Bowers (1971)
- No More Reunions (1973)
- Helene (1976)
- In the Land of Nyx [Night and Its Inhabitants] (1984)
- Stonewall Jackson: Portrait of a Soldier (1989)
- Chickamauga and Chattanooga: The Battles that Doomed the Confederacy (1994)